# Dargezin-Vorwerk
Dargezin-Vorwerk ist ein Ortsteil der Gemeinde Gützkow im Landkreis Vorpommern-Greifswald und hieß laut Messtischblatt 1920 bis 1945 Dargezin-Meierei.

Dargezin-Vorwerk 1880

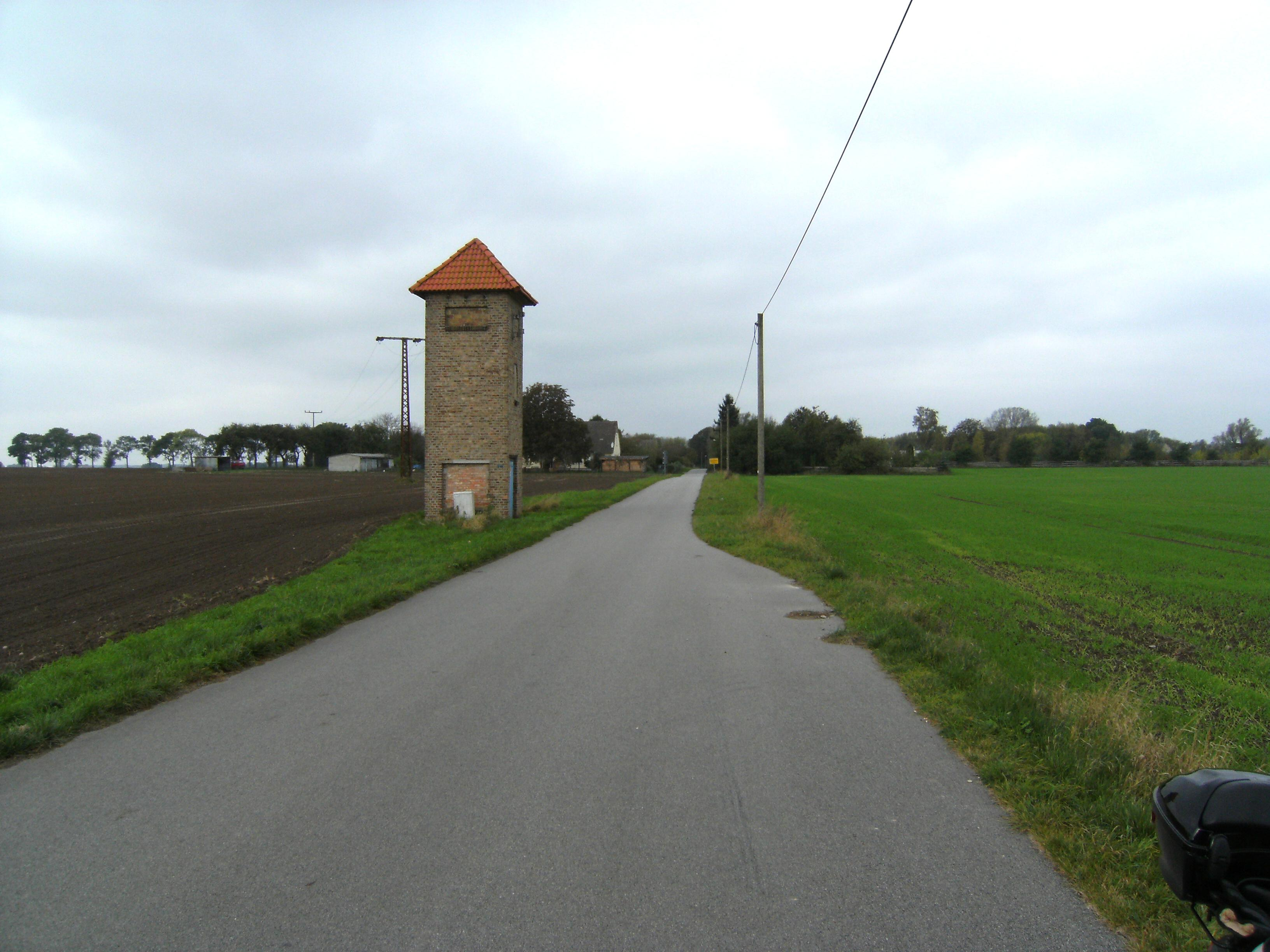
Dargezin-Vorwerk aus Osten

## Geographie
Dargezin-Vorwerk liegt 2 Kilometer nördlich von Dargezin und 3 Kilometer nordwestlich von Kölzin. An der Grenze zum nordöstlichen Nachbarn Sanz Hof III befindet sich ein kompakter Steinriegel längs der Grenze.

## Geschichte
Dargezin-Vorwerk wurde 1774 erstmals genannt. Der Größe des Dargeziner Gutes entsprechend wurde zwei Kilometer vom Gut entfernt ein Vorwerk angelegt. Von hier aus wurden die umliegenden Ackerflächen bewirtschaftet, um die langen Anfahrten zum Hauptgut zu vermeiden. Es war dann nach 1900 die sogenannte Meierei zum Gut Dargezin, weil hierher wohl wegen günstiger Bedingungen (Weiden) die Viehzucht verlegt wurde.
Seit Beginn der Anlage als Vorwerk gehörte es der Familie von Behr. Siehe dazu Hauptartikel Dargezin.
1940 wurde ca. 600 Meter östlich der Ortslage die sogenannte Anlage „Funkturm“ an der Straßengabelung Dargezin-Vorwerk – Hof Hartenbach-Kölzin für die Wehrmacht angelegt. Das war eine funktechnische Anlage mit einer Besatzung von ca. 20 Wehrmachtsangehörigen, die zum Flugplatz Tutow gehörten.
Um 1960 wurde die LPG Typ III Dargezin mit Vorwerk, sowie Fritzow gegründet und bekam den Namen „Florian Geyer“, in den 1970er Jahren kamen die Ackerflächen überwiegend zur LPG (P) Gützkow, die Stallungen, Wiesen und Ackerflächen zur Futtergewinnung aber blieben in der LPG (T) Dargezin und wurden erst später der LPG (T) Gützkow zugeschlagen. Während dieser Zeiten waren in Vorwerk 800 Mastbullen aufgestallt. Der Betrieb wurde nach 1990 privatisiert.
Dargezin-Vorwerk war bis 1946 ein Teil der Gemeinde Bandelin und kam am 1. August 1946 zur Gemeinde Kölzin. Am 25. Mai 2014 wurde Dargezin-Vorwerk in die Stadt Gützkow eingemeindet.
| Jahr | D.-Vorwerk |
| ---- | ---------- |
| 2005 | 35         |
| 2006 | 35         |
| 2007 | 32         |
| 2008 | 30         |
| 2009 | 29         |
| 2010 | 29         |
| 2011 | 31         |
| 2012 | 30         |
| 2013 | 32         |
| 2014 | 35         |
| 2015 | 36         |

In die Statistik für 2014 ist die Zahl der Einwohner mit Nebenwohnungen (0) und 2015 (1) einbezogen, da sie rechtlich in der Amtsstatistik geführt werden.